# Saloca kulczynskii
Saloca kulczynskii là một loài nhện trong họ Linyphiidae.
Loài này thuộc chi Saloca. Saloca kulczynskii được František Miller & Josef Kratochvíl miêu tả năm 1939.